# Limoges
Limoges (em occitano:  Lemòtges ou Limòtges) é uma cidade de França, capital do departamento de Alto Vienne, na região Nova Aquitânia. A população da área urbana é de 248 000 habitantes (138 000 na cidade).
Limoges é conhecida mundialmente pelo seus esmaltes medievais (esmaltes de Limoges) sobre cobre, pela sua porcelana (porcelana de Limoges) e pelos seus barris de carvalho que são usados na produção de conhaque. O adjetivo pátrio referente a Limoges é limusino.

## História
Limoges foi fundada por volta de 10 a.C. pelo imperador César Augusto com o nome de Augustórico (em latim: Augustoritum). Foram construídos vários monumentos romanos: uma ponte de pedra, um fórum, termas, um anfiteatro, um teatro, aquedutos subterrâneos, ruas no formato ortogonal, e moradias luxuosas.
A partir do início do século IV a cidade foi perdendo população e ocorreram alguns saques.
A cidade de Limoges foi famosa na Idade Média pelos seus esmaltes sobre cobre.
O sindicato francês CGT-Confédération Générale du Travail foi fundado em Limoges a 23 de Setembro de 1895.
Limoges foi um dos centros da resistência francesa à ocupação nazi na Segunda Guerra Mundial.

## Geografia
Limoges está situada nas margens do rio Vienne, a 150 km do oceano Atlântico. Marca o início da zona montanhosa denominada Massif Central.

## Zonas industriais
Limoges possui várias zonas industriais: Nord (ZIN) no norte, a de Magré-Romanet, e no sul a de route du Palais.

## Porcelana
Em 1771 a argila de caulino, indispensável para a produção de porcelana foi descoberta em Saint-Yrieix-la-Perche, localidade perto de Limoges. Impulsionado pelo economista Turgot ocorreu o desenvolvimento da indústria cerâmica, e a porcelana de Limoges tornou-se famosa durante o século XIX.

## Ensino
Em 1968 foi fundada a Universidade de Limoges.

### Filhos da terra
Limoges é a cidade natal de:
- Jean Daurat (or Dorat) (1508–1588), poeta e professor, membro de La Pléiade
- Henri François d'Aguesseau (1668–1751) chanceler da França
- Pierre Victurnien Vergniaud (1753–1793), orador e revolucionário
- Jean-Baptiste Jourdan (1762–1833), marechal de França
- Stephen Grellet (1773–1855), missionárioQuaker
- Thomas Robert Bugeaud de la Piconnerie, Duque de Isly (1784–1849), marechal de França
- Jean-Baptiste Joseph Émile Montégut (1825–1895), crítico
- Marie François Sadi Carnot (1837–1894), presidente da França
- Pierre-Auguste Renoir (1841–1919), pintor
- Jean-Joseph Sanfourche (1929–2010), pintor
- Richard Dacoury (1959), desportista profissional, jogador de basquetebol.

### Cidades geminadas
- Charlotte, Carolina do Norte, Estados Unidos
- Fürth, Alemanha
- Hrodna, Bielorrússia
- Plzen, República Checa
- Seto, Japão